# Opportunities (Let’s Make Lots of Money)
«Opportunities (Let’s Make Lots Of Money)» (с англ. — «Удобные случаи (давай зарабатывать много денег)») — песня английской поп-группы Pet Shop Boys.

## Обзор
Песня написана Нилом Теннантом в 1983 году. Это сатирическая, высмеивающая тэтчеризм, но в то же время, печальная история о двух неудачниках, пытающихся заработать много денег. В 1985 году песня выпущена синглом, который не достиг успеха ни в Великобритании, ни в США. В 1986 году Pet Shop Boys перезаписывают эту песню вместе со своим новым продюсером, Стивеном Хейгом, и вновь выпускают её синглом. Второй релиз оказался более успешным, чем первый — он достиг 11 места в хит-параде Великобритании и 10 в американском чарте Billboard Hot 100.

### Бисайды
Бисайдом к синглу первой версии «Opportunities» является песня «In The Night», рассказывающая о субкультуре Зазу (фр.), появившейся в оккупированной немцами Франции во время Второй мировой войны. Интересовавшиеся модой и музыкой, они не были союзниками ни нацистского режима и Режима Виши, ни Французского Сопротивления, и игнорировались обеими сторонами. Теннант, прочитавший об этом движении в книге британского консерватора Дэвида Прайса-Джонса, в песне задаётся вопросом — не стало ли это безразличие причиной коллаборационизма?
Инструментальная версия «In The Night» стала открывающим музыкальной сопровождением программы BBC «The Clothes Show».
Бисайд к синглу второй версии «Opportunities» — композиция «Was That What It Was?», которую Теннант назвал одной из самых слабых песен дуэта.

## Список композиций

### 7" (UK) (1985 release)
A. «Opportunities (Let’s Make Lots Of Money)» (3:45)
B. «In The Night» (4:50)

### 12" #1 (UK) (1985 release)
A. «Opportunities (Let’s Make Lots Of Money)» (Dance Mix) (6:44)
B. «In The Night» (4:50)

### 12" #2 (UK) (1985 release)
A. «Opportunities (Let’s Make Lots Of Money)» (Version Latina) (5:29)
B1. «Opportunities (Let’s Make Lots Of Money)» (Dub For Money) (4:54)
B2. «Opportunities (Let’s Make Lots Of Money)» (Reprise) (4:27)

### 7" (UK) (1986 release)
A. «Opportunities (Let’s Make Lots Of Money)» (3:36)
B. «Was That What It Was?» (5:18)

### 12" (UK) (1986 release)
A1. «Opportunities (Let’s Make Lots Of Money)» (Shep Pettibone Mastermix) (7:18)
A2. «Opportunities (Let’s Make Lots Of Money)» (Reprise) (4:27)
B1. «Opportunities (Let’s Make Lots Of Money)» (Original Dance Mix) (6:44)
B2. «Was That What It Was?» (5:18)

## Высшие позиции в чартах
| Страна         | Высшая позиция |
| -------------- | -------------- |
| Израиль        | 2              |
| США            | 10             |
| Великобритания | 11             |
| Ирландия       | 14             |
| Нидерланды     | 23             |
| Германия       | 25             |
| Италия         | 44             |